# Psara aprepia
Psara aprepia là một loài bướm đêm trong họ Crambidae.